# Zágonbárkány község
Zágonbárkány község (románul: Comuna Barcani) község Kovászna megyében, Romániában. Központja Zágonbárkány, beosztott falvai Ladóc, Szaramás.

## Népessége
A 2011-es népszámlálás adatai alapján a község népessége 3688 fő volt.